# بنية تحتية حرجة

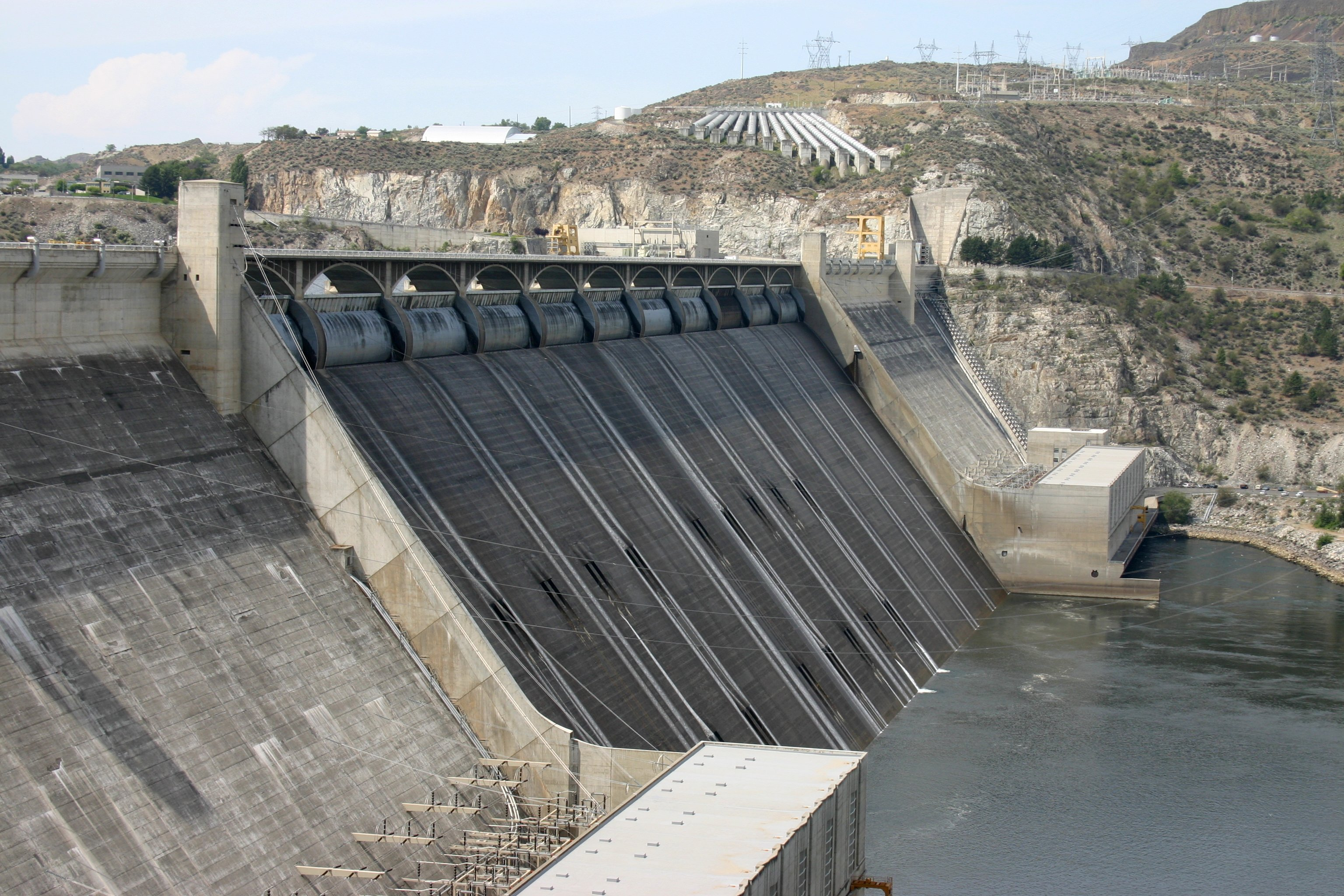
مفيض سد جراند كولي

البنية التحتية الحرجة (بالإنجليزية: Critical infrastructure) (أو البنية التحتية الوطنية الحرجة ( CNI ) في المملكة المتحدة) هو مصطلح تستخدمه الحكومات لوصف الأصول التي تعد ضرورية لتشغيل المجتمع والاقتصاد - البنية التحتية. التسهيلات الأكثر شيوعا مرتبطة بالمصطلح هي:
- مأوى التدفئة (مثل الغاز الطبيعي وزيت الوقود والتدفئة المناطقية ) ؛
- الزراعة وإنتاج الأغذية وتوزيعها ؛
- إمدادات المياه (مياه الشرب، مياه الصرف الصحي / مياه الصرف الصحي، تنبع المياه السطحية (مثل السدود والسدود)) ؛
- الصحة العامة (المستشفيات، سيارات الإسعاف) ؛
- أنظمة النقل (إمدادات الوقود، شبكة السكك الحديدية، المطارات، الموانئ، الشحن الداخلي) ؛
- خدمات الأمن (الشرطة، العسكرية).
- توليد الكهرباء ونقلها وتوزيعها ؛ (مثل الغاز الطبيعي وزيت الوقود والفحم والطاقة النووية )
- الطاقة المتجددة، والتي يتم تجديدها بشكل طبيعي على مقياس زمني بشري، مثل أشعة الشمس والرياح والأمطار والمد والجزر والأمواج والحرارة الحرارية الأرضية.
- الاتصالات التنسيق لعمليات ناجحة
- القطاع الاقتصادي السلع والخدمات والخدمات المالية (المصرفية والمقاصة ) ؛

## برامج حماية البنية التحتية الحيوية الإقليمية

### الاتحاد الأوربي
تم وضع البرنامج الأوروبي لحماية البنية التحتية الحرجة ( EPCIP ) في توجيهات الاتحاد الأوروبي من قبل المفوضية (EU COM (2006) 786 final). لقد اقترحت قائمة بالبنية التحتية الحيوية الأوروبية بناءً على مداخلات الدول الأعضاء فيها. يجب أن يكون لدى كل بنية تحتية أوروبية محددة (ECI) خطة أمان للمشغل (OSP) تغطي الأصول الهامة، وتحليل المخاطر بناءً على سيناريوهات التهديد الرئيسية ومدى تعرض كل أصل، وتحديد التدابير والإجراءات المضادة واختيارها وتحديد أولوياتها.

### فرنسا
في عام 2006 ، حددت فرنسا 12 قطاعًا ذات أهمية حيوية (SAIV) وحددت المشغلين ذوي الأهمية الحيوية (OIV) ، والتي تعتبر ضرورية لتشغيل الاقتصاد والمجتمع.

### ألمانيا
يتم تنسيق برنامج حماية البنية التحتية الحيوية الألمانية من قبل وزارة الداخلية الإتحادية. تقدم بعض وكالاتها الخاصة مثل المكتب الفيدرالي الألماني لأمن المعلومات أو المكتب الفيدرالي للحماية المدنية والمساعدة في حالات الكوارث BBK المحتوى المعني، مثل أنظمة تكنولوجيا المعلومات.
تقسم وزارة الداخلية الاتحادية البنى التحتية الحيوية إلى تسعة قطاعات تشمل فروع تابعة لها:
1. الطاقة: الكهرباء والغاز والزيوت المعدنية
2. المياه: إمدادات المياه العامة، والتخلص من مياه الصرف الصحي العامة
3. التغذية: صناعة الأغذية، تجارة المواد الغذائية
4. تكنولوجيا المعلومات والاتصالات
5. الصحة: الرعاية الطبية والأدوية واللقاحات والمختبرات
6. المالية والتأمين: البنوك، البورصات، شركات التأمين، مقدمو الخدمات المالية
7. النقل: الطيران، النقل البحري، الملاحة الداخلية، النقل بالسكك الحديدية، النقل البري، الخدمات اللوجستية
8. الدولة والإدارة: الحكومة والإدارة، البرلمان، القضاء، خدمات الطوارئ، بما في ذلك الحماية المدنية
9. الإعلام والثقافة: الراديو (التلفزيون والإذاعة) ، الصحافة المطبوعة والإلكترونية، التراث الثقافي، المباني الرمزية

بسبب الاستخدام التدريجي والمكثف لتكنولوجيا المعلومات في البنى التحتية الحيوية، يتحول الاهتمام أيضًا إلى البنى التحتية الحيوية للمعلومات.

### النمسا
تم تعريف البنى التحتية الحرجة في النمسا في المادة 74 الفقرة 11 من القانون الجنائي
«البنية التحتية الحيوية: مرافق أو منشآت أو أنظمة أو أجزاء منها، ضرورية للحفاظ على الأمن العام أو الدفاع الوطني أو حماية المدنيين من تهديد الحرب أو تشغيل تكنولوجيا المعلومات والاتصالات العامة أو منع الكوارث أو السيطرة عليها أو الخدمات الصحية العامة  والإمداد العام بالمياه والطاقة والسلع الأساسية والنفايات العامة وشبكات الصرف الصحي أو وسائل النقل العام.»
وكذلك في المادة 22 الفقرة 6 من قانون شرطة الأمن.
يتكفل كل من وزارة الداخلية والمستشارية الفيدرالية بحماية البنية التحتية الحيوية . لدى النمسا اتفاقيات ثنائية ملزمة مع دولتي سلوفاكيا والتشيك ، والتي تضمن فيها المساعدة المتبادلة في حالات الطوارئ. هناك أيضًا تعاون ما بين الدول الناطقة باللغة الألمانية (DAC اختصار لألمانيا والنمسا وسويسرا) وتعاون مع المفوضية الأوروبية في البرنامج الأوروبي لحماية البنية التحتية الحرجة.

### المملكة المتحدة
في المملكة المتحدة، يقدم مركز حماية البنية التحتية الوطنية (CPNI) المعلومات والأفراد والمشورة في مجال الأمن المادي للشركات والمؤسسات التي تشكل البنية التحتية الوطنية للمملكة المتحدة، مما يساعد على تقليل تعرضها للإرهاب والتهديدات الأخرى.
يمكن أن تطلب موارد من الإدارات والوكالات الحكومية الأخرى، بما في ذلك المكتب الخامس ومجموعة أمن الإتصالات والإلكترونيات وغيرها من الدوائر الحكومية المسؤولة عن قطاعات البنية التحتية الوطنية.

### الولايات المتحدة
لدى الولايات المتحدة الأمريكية برنامج واسع النطاق لحماية البنية التحتية الحيوية منذ عام 1996. عرّف قانون باتريوت آكت لعام 2001 البنية التحتية الحيوية بأنها «الأنظمة والأصول، سواء كانت مادية أو افتراضية، حيوية للغاية بالنسبة للولايات المتحدة بحيث يكون لعجز أو تدمير هذه الأنظمة والأصول تأثير مدني على الأمن، والأمن الإقتصادي الوطني، والجمهور الوطني الصحة أو السلامة، أو أي مزيج من هذه الأمور».
في عام 2014، تم نشر إطار الأمن السيبراني NIST، وسرعان ما أصبح مجموعة من الإرشادات الشائعة، على الرغم من التكاليف الكبيرة للامتثال الكامل.

#### القطاعات الحيوية والوكالات المسؤولة
لقد حددوا عددًا من البنى التحتية الحيوية والوكالات المسؤولة:
1. الزراعة والغذاء - إدارات الزراعة والصحة والخدمات الإنسانية
2. وكالة حماية البيئة للمياه
3. الصحة العامة - وزارة الصحة والخدمات الإنسانية
4. خدمات الطوارئ - وزارة الأمن الداخلي
5. الحكومة - وزارة الأمن الداخلي
6. قاعدة الدفاع الصناعية - وزارة الدفاع
7. المعلومات والإتصالات - وزارة التجارة
8. الطاقة - وزارة الطاقة
9. النقل والشحن - وزارة النقل
10. المصرفية والمالية - وزارة الخزانة
11. الصناعة الكيميائية والمواد الخطرة - وزارة الأمن الداخلي
12. بعد وزارة الأمن الداخلي
13. المعالم الوطنية والأيقونات - وزارة الداخلية
14. التصنيع الناقد - وزارة الأمن الداخلي (أعلن القطاع الرابع عشر في 3 مارس 2008، تم تسجيله في 30 أبريل 2008)

#### الخطة الوطنية لحماية البنية التحتية
تحدد الخطة الوطنية لحماية البنية التحتية (NIPP) قطاع البنية التحتية الحيوية في الولايات المتحدة. أصدر توجيه السياسات الرئاسية 21 (PPD-21)،  الصادر في فبراير 2013 بعنوان الأمن والبنية التحتية الحرجة تكليفًا بتحديث الخطة الوطنية لحماية البنية التحتية. حدد هذا التنقيح للخطة قطاعات البنية الأساسية الستة عشر التالية:
1. المواد الكيميائية
2. المنشآت التجارية
3. مجال الاتصالات
4. التصنيع الحرج
5. السدود
6. قاعدة الدفاع الصناعي
7. خدمات الطوارئ
8. طاقة
9. الخدمات المالية
10. الغذاء والزراعة
11. التسهيلات الحكومية
12. الرعاية الصحية والصحة العامة
13. تكنولوجيا المعلومات
14. المفاعلات النووية والمواد والنفايات
15. أنظمة النقل
16. أنظمة المياه والمياه العادمة

تمت إزالة المعالم الوطنية والأيقونات إلى جانب قطاع البريد والشحن في عام 2013 لتحديث الخطة الوطنية لحماية البنية التحتية. واجهت نسخة 2013 من الخطة الوطنية لحماية البنية التحتية انتقادات لافتقارها إلى تدابير مخاطر قابلة للتطبيق. تحدد الخطة مسؤوليات التنسيق الخاصة بقطاع الوكالات التالية:
وزارة الأمن الداخلي
- المواد الكيميائية
- المنشآت التجارية
- مجال الاتصالات
- التصنيع الحرج
- السدود
- خدمات الطوارئ
- التسهيلات الحكومية (بالإشتراك مع إدارة الخدمات العامة)
- تكنولوجيا المعلومات
- المفاعلات النووية والمواد والنفايات
- أنظمة النقل (بالإشتراك مع وزارة النقل)

وزارة الدفاع
- قاعدة الدفاع الصناعي

قسم الطاقة
- طاقة

وزارة الخزانة
- الخدمات المالية

قسم الزراعة
- الغذاء والزراعة

إدارة الخدمات العامة
- المنشآت الحكومية (بالإشتراك مع وزارة الأمن الداخلي)

وزارة الصحة والخدمات الإنسانية
- الرعاية الصحية والصحة العامة

قسم النقل
- أنظمة النقل (بالإشتراك مع وزارة الأمن الداخلي)

وكالة حماية البيئة
- أنظمة المياه والمياه العادمة

## روابط خارجية
- غير نقدي: مقارنة بين التعاريف الأمريكية والدولية للبنية التحتية